# Radhanpur
Radhanpur (gujarati: રાધનપુર) är en stad i den indiska delstaten Gujarat, och tillhör distriktet Patan. Folkmängden uppgick till 39 558 invånare vid folkräkningen 2011.